# STS–67
Az STS–67 jelű küldetés az amerikai űrrepülőgép-program 68., a Endeavour űrrepülőgép 8. repülése.

## Jellemzői
A csillagászati űreszköz folyamatos működtetése mellett, kereskedelmi programok végrehajtása volt a cél.

### Első nap
1995. március 2-án a szilárd hajtóanyagú gyorsítórakéták, Solid Rocket Booster(SRB) segítségével Floridából, a Cape Canaveral (KSC) Kennedy Űrközpontból, a LC39–A (LC–Launch Complex) jelű indítóállványról emelkedett a magasba. Az orbitális pályája 91,5 perces, 28,45 fokos hajlásszögű, elliptikus pálya perigeuma 305 kilométer, az apogeuma 305 kilométer volt. Felszálló tömeg indításkor 10 000 kilogramm, leszálló tömeg 91 000 kilogramm. Szállított hasznos teher 13 116 kilogramm

## Hasznos teher
1. Middeck Active Control Experiment (MACE) – mérnöki kutatás. A zárt rendszer mozgászavarainak kompenzációjának lehetőségeit tesztelte. Mintegy 200 különböző mozgás zavar helyzetben több mint 45 órányi tesztelést végeztek.
2. Protein Crystal Thermal Experiments (PCG-TES-03/TES) – proteinek kutatása.
3. Protein Crystal Single Experiments (PCG-TES-03/STES) – proteinek kutatása.
4. CMIX–03 – kutatás tartalma: orvosbiológiai, gyógyszerészeti, biotechnológia, sejtbiológia, kristály növekedés és folyadékok tudományos vizsgálatok.
5. Shuttle Amateur Radio Experiment (SAREX) – rádióamatőr kísérleteket végeztek több iskolával, a Föld számos rádióamatőrével.
6. Get Away Special (GAS) – zárt tartályokban kereskedelmi jellegű világűr kutatást és adatrögzítést végeztek. A programot az Ausztrál Űrügynökség (AUSPACE) támogatta.
7. Protein Crystallization Apparatus for Microgravity (PCAM) – kereskedelmi megrendelésre nagyobb mennyiségű fehérje kristály előállítása.

### ASTRO–2
Az ASTRO–1-el az STS–35 űrrepülőgép fedélzetén végeztek kutatási feladatokat. Az ASTRO–2 csillagászati űreszköz feladata, hogy folyamatos vizsgálatot végezzen ultraibolya (UV)- és röntgencsillagászati megfigyelőműszerei segítségével.  Spacelab technológia felhasználásával szerelték össze. A teleszkópok gömbcsuklós megoldással voltak összekapcsolva. Nyitott pozícióból az űrrepülőgép rakteréből végezett, több mint 600 vizsgálatot.
Vizsgálat teleszkópjai:
1. Hopkins Ultraviolet Telescope (HUT),
2. Wisconsin Ultraibolya Fotó- polariméter Experiment (WUPPE)
3. Ultraviolet Imaging Telescope (ITU),

### Tizenhatodik nap
1995. március 18-án Kaliforniában az Edwards légitámaszponton (AFB) szállt le. Összesen 16 napot, 15 órát, 8 percet és 48 másodpercet töltött a világűrben. 11 100 000 kilométert (6 900 000 mérföldet) repült, 262 alkalommal kerülte meg a Földet. Egy különlegesen kialakított Boeing 747 tetején visszatért kiinduló bázisára.

## Személyzet
(zárójelben a repülések száma az STS–67 küldetéssel együtt)
- Stephen Scot Oswald (3), parancsnok
- William George Gregory (1), pilóta
- John Mace Grunsfeld (1), küldetésfelelős
- Wendy Barrien Lawrence (1), küldetésfelelős
- Tamara Elizabeth Jernigan (3), küldetésfelelős
- Samuel T. Durrance (2), rakományfelelős
- Ronald Anthony Parise (2), rakományfelelős

### Tartalék személyzet
- Scott Duane Vangen rakományfelelős
- John-David Francis Bartoe (1), rakományfelelős

### Visszatérő személyzet
- Stephen Scot Oswald (3), parancsnok
- William George Gregory (1), pilóta
- John Mace Grunsfeld (1), küldetésfelelős
- Wendy Barrien Lawrence (1), küldetésfelelős
- Tamara Elizabeth Jernigan (3), küldetésfelelős
- Samuel T. Durrance (2), rakományfelelős
- Ronald Anthony Parise (2), rakományfelelős